# 10:10
10:10 is een internationale campagne die de deelnemers oproept vanaf 2010 tien procent energie te besparen. De campagne werd opgericht in september 2009 in het Verenigd Koninkrijk door Franny Armstrong, regisseur van The Age of Stupid. Alle leden van het Britse kabinet spraken de intentie uit hun persoonlijke energieverbruik met 10% te verminderen.
In Nederland werd de campagne ondersteund door een quizprogramma dat op 10 oktober 2010 (10-10-10) door de VARA op Nederland 1 werd uitgezonden. Het programma, De grote 10:10 test - Zet het klimaat op 1, werd gepresenteerd door Jeroen Pauw en Menno Bentveld en had een panel met onder andere Pierre Wind, Piet Paulusma, Prem Radhakishun (Vlees, vlees, vlees!) en Arthur Japin (hoogste score onder de BN'ers).